# Ratkovské Bystré
Ratkovské Bystré (em húngaro: Ratkósebes) é um município da Eslováquia, situado no distrito de Revúca, na região de Banská Bystrica. Tem 27,41 km² de área e sua população em 2018 foi estimada em 331 habitantes.

## Demografia
| Ano:        | 1994 | 2004    | 2014   | 2024    |
| ----------- | ---- | ------- | ------ | ------- |
| Broj ljudi: | 466  | 402     | 365    | 289     |
| Razlika:    |      | -13,73% | -9,20% | -20,82% |

| Ano:               | 2023 | 2024   |
| ------------------ | ---- | ------ |
| Número de pessoas: | 294  | 289    |
| Diferença:         |      | -1,70% |